# 建平 (魯爽)
建平（454年二月—六月）是南朝宋時期將領魯爽的年号，共计4個月。《纪元编》误作南郡王刘义宣年号。

## 紀年對照表
| 建平 | 元年  |
| ---- | ----- |
| 公元 | 454年 |
| 干支 | 甲午  |

## 同期存在的其他政權年號
- 中國
  - 孝建（454年－456年）：南朝宋—宋孝武帝劉駿之年號
  - 承平（443年－460年）：北凉—沮渠無諱、沮渠安周之年號
  - 興安（452年－454年）：北魏—北魏文成帝拓跋濬之年號

## 參看
- 中國年號索引[[[Wikipedia:格式手册/链接#章節|錨點失效]]]
- 其他時期使用建平的年號

## 深入閱讀
- 李崇智. . 北京: 中華書局. 2004年12月. ISBN 7101025129.